# Halálos balesetek a Formula–1-ben
1950-ben, amikor az első Formula–1-es világbajnokságot megrendezték, a számos tapasztalt versenyző (Farina, Ascari) mellett kevésbé rutinosak is rajthoz álltak. A legtöbb autó még a második világháború előtt épült, biztonsági övet nem használtak, és a nézőket is csak egy szalagkordon választotta el a 300 lóerős versenyautóktól. Később egyre biztonságosabb pályák és autók készültek, a halálos balesetek száma az idő előrehaladtával csökkent. Összesen 46 versenyző vesztette életét Formula–1-es versenyhétvégén vagy teszten. Ez a szám nem tartalmazza azokat az F–1-es versenyzőket, akik szintén versenyzés közben, de nem Formula–1-es autóban haltak meg, mint például Jim Clark, aki 1968-ban egy Formula–2-es versenyen vesztette életét.

## 1950-es évek

### Onofre Marimón
A Formula–1 ötödik idénye követelt először versenyzőáldozatot: 1954-ben Németországban a Mercedesek bizonyultak a legjobbnak, Juan Manuel Fangio ismét győzött, de ez volt pályafutása egyik legszomorúbb diadala. Az argentin Onofre Marimón halálos balesetet szenvedett a hétvége folyamán. Fangio szemtanúja volt barátja tragédiájának. Látta, amint Marimon elveszti uralmát a hatos rajtszámú Maserati fölött, s kisodródik a pályáról. Ekkor gyorsan a boxba hajtott, hogy tájékoztassa a csapatot a történtekről. Gonzalez és Fangio a baleset helyszínére igyekeztek, ekkorra azonban a nézők már körbeállták Marimon autóját, akinek az életét már nem lehetett megmenteni. A két versenyzőt nagyon megviselte honfitársuk halála. Froilan Gonzalezt annyira sokkolta az eset, hogy nem tudott végigmenni a versenyen, s átadta a volánt csapattársának, Mike Hawthornnak, aki a második helyre hozta be a Maseratit. Fangio az eredményhirdetés alatt keserű könnyeket hullatott.

### Alberto Ascari
A Formula–1 második áldozata, Alberto Ascari, már az első, 1950-es évadban is versenyzett. Ebben az időben a többiekhez képest fiatalnak számított a maga 32 évével. A legnagyobb ellenfele Fangio volt. Egyesek szerint ha Ascari életben marad, Fangio nem nyert volna több világbajnokságot. Két vb-címet szerzett (1952, 1953), de ezt a nagyszerű pályafutást halála megszakította.
1955-ben Ascari a Monte-Carlóban rendezett futamon a tengerbe zuhant a Lanciával, azonban a gyors segítségnek köszönhetően csupán néhány karcolással megúszta az esetet. Néhány nappal később Eugenio Castellotti Monzába rendelte, a Ferrari új sportautójának tesztelésére. Ascari a tesztet megelőzően egy rövid időt töltött Castellotti és barátja, Luigi Villoresi társaságában egy közeli vendéglőben. Ekkor Ascari arra kérte barátját, hogy tehessen néhány próbakört az autóval. Ascari sok más versenyzőtársához hasonlóan babonás volt, ezért minden versenyen saját bukósisakját viselte. Ezúttal Villoresi sisakját öltötte magára, majd elindult a monzai pályán. Összesen három kört teljesített, a negyediket nem tudta befejezni. Az olasz versenyző 240 kilométeres óránkénti sebességgel haladt, amikor az egyik kanyarban autója felborult, ő pedig kizuhant az aszfaltra. Barátja, Luigi Villoresi jelenlétében hunyt el, 1955. május 16-án. Később kiderült, hogy a tengerbe zuhanáskor egy vérrög keletkezett Ascari agyában, ami a sportautó tesztelésekor egy rövid eszméletvesztést okozott. Fangio a legnagyobb ellenfelét veszítette el. Gianni Lancia feloszlatta versenycsapatát. Ascari híres édesapja, Antonio szintén egy tesztelés közben vesztette életét 1925. július 26-án, Franciaországban. Fia 3 nappal élt többet.

Világbajnok Formula–1-es versenyző csak közel négy évtized múltán szenvedett ismét halálos balesetet.

### Luigi Musso
Az 1958-as francia nagydíjon Luigi Musso lépést próbált tartani Mike Hawthornnal, azonban a célegyenest követő, hosszúra nyújtott jobbos kanyarban 240 kilométeres óránkénti sebességgel letért az aszfaltról, majd felborult. Musso a helyszínen életét vesztette.

### Peter Collins
Ebben az évben a német nagydíjon, 1958. augusztus 3-án Peter Collins a Ferrari volánjánál ülve letért a pálya ideális ívéről, majd felborult. Mike Hawthorn szemtanúja volt barátja halálának, amelynek képsorait egész élete során nem tudta feldolgozni. Az események hatására megelégelte a Formula–1-et és a visszavonulását fontolgatta. Mivel ő állt a világbajnoki pontverseny élén, a Ferrarinál arra kérték, hogy folytassa pályafutását. Végül barátja emlékének tiszteletére végigversenyezte a szezont. Az év végén Hawthorn bejelentette visszavonulását, nem sokkal később közúti balesetben életét vesztette.

### Stuart Lewis-Evans
Szintén 1958-ban, Marokkóban Stuart Lewis-Evans súlyos balesetet szenvedett, amikor a Vanwall motorja tönkrement, és az autó a saját olaján megcsúszott, majd kisodródott a pályáról. Evansnek sikerült saját erejéből elhagynia az autót, azonban overallja ekkor már lángokban állt. A sokk hatására nem vette észre a feléje közeledő pályaőrt, aki egy tűzoltó készülékkel igyekezett a szerencsétlenül járt versenyző segítségére sietni. Súlyos égési sérüléseket szenvedett, amikbe hat nappal később belehalt. Tony Vanderwallra is nagy hatással volt Stuart Lewis-Evans tragédiája, aki úgy döntött, hogy a megnyert csapatvilágbajnoki cím ellenére az 1959-es esztendőben nem indítja csapatát, a Vanwallt a Formula–1-ben.

## 1960-as évek

### Chris Bristow és Alan Stacey
1960-ban a belga nagydíjon két versenyző is az életét vesztette. Chris Bristow eltökélte, hogy megelőzi Mairessét, amire a pálya egyik legveszélyesebb szakaszán vállalkozott. Bristow elvesztette uralmát a jármű felett, és 200 kilométeres óránkénti sebességgel a pályát övező bokrok közé sodródott. A 26 esztendős Alan Stacey, akinek jobb lába helyén egy protézis volt, egy számára speciálisan kialakított autóval állt rajthoz, és sok csodálója volt, hogy fogyatékossága ellenére sikerült bejutnia az autóversenyzés legmagasabb osztályába. A futam vége előtt tizenkét körrel a hatodik helyen autózott, amikor egy madár repült át a pálya felett, egyenesen Stacey szemüvegének. A Lotus versenyzője elvesztette uralmát az autó felett, elhagyta a pályát, majd többszöri átpördülést követően állt meg. Alan Stacey holtteste körül szemüveg-, sisak- és overallmaradványok voltak.

### Wolfgang von Trips
1961-ben az autók hengerűrtartalmát anyagi és biztonsági okokból majdnem a felére csökkentették. Az új éra a másfél literes autókkal sem változtatta meg a sorozatos halálos baleseteket. A Ferrarival versenyző német Wolfgang von Trips vezette a bajnokságot az 1961-es monzai futam előtt, de a versenyen a Parabolica kanyarban Jim Clark későn vette észre őt, és hátulról meglökte. A Ferrari a palánknak vágódott, és Von Trips holtan esett ki belőle. Az autó a nézők közé repült, és megölt 13-at közülük. Ez máig a legsúlyosabb baleset a Formula–1-ben. Úgy tűnik, Von Trips semmilyen módon nem kerülhette volna el végzetét ezen a napon. Ha nem a versenyen lett volna, akkor valószínűleg annak a chicagói repülőjáratnak a fedélzetén ül, amelyre eredetileg jegyet foglalt, és amely Írországban lezuhant. Nem volt túlélője a szerencsétlenségnek.

### Carel Godin de Beaufort, John Taylor
1964-ben Carel Godin de Beaufort a német nagydíj időmérő edzésén súlyos balesetet szenvedett a Porsche volánjánál, majd a versenyt követő hétfőn belehalt sérüléseibe.
1966-ban John Taylor vesztette életét versenybalesetben a Nürburgringen, a Brabham volánjánál. Ekkor a pálya hossza még több mint 20 kilométer volt, és lehetetlen volt megoldani, hogy időben a helyszínre érjen az orvosi segítség. A pályát csak 1976-ban kezdték átépíteni, Niki Lauda balesete után.

### Lorenzo Bandini
1967-ben, a monacói nagydíjon Lorenzo Bandini vesztette életét. Megcsúszott, majd nekicsapódott a pályát szegélyező szalmabálának, ami nem fogta fel az ütközést. Autója megállíthatatlanul haladt a hajópadlóból készült korlát felé, amelynek hatalmas erővel csapódott neki. A Ferrari azonnal lángra lobbant, és hosszú percek teltek el, amíg a pályaőröknek sikerült megfékezniük a tüzet, Bandini számára azonban ekkor már késő volt. Testének hetven százaléka megégett, a versenyző három napig küzdött az életéért, azonban szinte semmi esélye nem volt arra, hogy ebből a csatából győztesen kerüljön ki. A kórház másik szobájában Bandini állapotos felesége elveszítette születendő gyermeküket, a család tragédiája a Formula–1 egész mezőnyét megrázta. A versenyzők újabb biztonsági intézkedéseket követeltek, egyesek a vércsoportjukat ráhímeztették a versenyoveralljukra, míg Jackie Stewart és Jack Brabham biztonsági övet kezdtek használni.

### Bob Anderson, Jim Clark
Ugyanebben az évben Bob Anderson halt meg a Brabham tesztelése közben Silverstone-ban.
Ascari után még egy világbajnok meghalt versenybalesetben, még ha Jim Clark nem is F–1-es autóval vesztette életét, a sportág mégis saját halottjának tekinti.

### Spence, Scarfiotti, Schlesser
Jim Clark, Mike Spence és Ludovico Scarfiotti mellett még egy Formula–1-es versenyző is az 1968-as évad áldozata lett. Rouenben az élete első versenyét futó Jo Schlesser a tizenötödik helyen autózott, amikor Hondája megcsúszott a nedves pályán, majd felborult és lángra lobbant. Mire kiszabadították, már távozott az élők sorából.

## 1970-es évek

### Piers Courage, Bruce McLaren
1970-ben, Zandvoortban Piers Courage a nagy küzdelemben elvesztette uralmát autója felett, ami felborult, maga alá temetve a versenyzőt, aki halálos égési sérüléseket szenvedett. Frank Williams számára nagy megrázkódtatást jelentett első alkalmazottja és egyik legjobb barátja elvesztése.
Goodwoodban a McLaren csapat alapítója, Bruce McLaren a saját tervezésű autójában halt meg. A CanAm sorozatra készítette fel a kocsit, amelynek tesztelése közben életét veszítette.

### Jochen Rindt
Pár hónappal Clark 1968-as halála után a Lotus csapat vezetője, Colin Chapman megtalálta Jim utódát, mégpedig az osztrák Jochen Rindt személyében, azonban ő is tragikus körülmények közt halt meg. Rindt 1970. szeptember 6-án, Monzában, az olasz nagydíj időmérő edzésén, egy Lotus 72-essel életét vesztette.

Rindt azon a bizonyos edzésen nem tudott a Ferrarik köridejéhez mérhető időt elérni, így a Lotusról eltávolíttatta az összes légterelő szárnyat. Az autó vezethetetlen volt, de a pálya sok egyenese miatt a csúcssebesség érvényesült és az eredmények javultak. Miközben a köridejéből készült lefaragni, a Parabolicában, szinte hajszálra, ahol Von Trips kicsúszott és meghalt 13 nézővel együtt, Rindt elvesztette az uralmat autója felett, majd a szalagkorlátnak csapódott. Az autó eleje leszakadt. Az ütközés erejének következtében a versenyző előrecsúszott, a kormánymű Rindt légcsövének ütközött. A mögötte haladó Denny Hulme szerint: „A jobb kanyarban a kocsija hirtelen balra tört ki, és egyenesen nekiment a szalagkorlátnak.“ Nagyon sok időbe telt, amíg sikerült kiszabadítaniuk a sérült versenyzőt az autóból, akinek az életét már nem lehetett megmenteni. Rindt súlyos medencecsont-sérülése miatt a kórházba szállítás közben halt meg. Jackie Stewart szerint, ha időben jött volna az orvosi segítség, Rindt túlélte volna. A baleset igazi oka sohasem derült ki, egyesek szerint Rindt nem tudta vezetni a szárnyak nélküli Lotust, mások technikai hibára gyanakodnak. Halálának oka az volt, hogy az autója a palánk alatt átcsúszott, Rindt pedig ott maradt a szalagkorláton, mert ő már nem fért át. Ha az a korlát a földig ér, Rindt talán még ma is köztünk lenne.

A nagydíj előtt Rindt magabiztosan vezette a pontversenyt, és már csak 4 futam volt hátra a szezonból. Jacky Ickx akkor lehetett volna bajnok, ha a hátralévő 3 futamot megnyeri, de csak kettőt tudott. A harmadikat a Rindtet helyettesítő Emerson Fittipaldi nyerte, élete első győzelmét aratva. Rindt korábban megígérte feleségének, hogy az idény végén, miután világbajnok lesz, abbahagyja a versenyzést, mert a legjobb barátai közül Piers Courage és Bruce McLaren is meghaltak versenybalesetben. A halála után avatták világbajnokká, felesége, Nina vette át a világbajnoki kupát. Ezzel Jochen Rindt a sportág egyetlen posztumusz világbajnoka.

### Jo Siffert
Egy évvel később Joseph Siffert esett áldozatul. A versenyzők fizetése ekkor még nem volt olyan magas, mint ma, ezért a világbajnokságtól független versenyeken is részt vettek. Ilyen verseny volt a Race of Champions Brands Hatchben, ahol Siffert autója technikai okokból kicsúszott, a pilóta bent égett a BRM roncsaiban.

### Roger Williamson
Siffert halála után, 1973-ban, Zandvoortban egy újabb tragikus baleset történt. Roger Williamson élete második Formula–1-es versenyén bennégett az autójában. A March versenyzője a kerékfelfüggesztés meghibásodása miatt felborult és a pályaőrök nem igazán aktivizálták magukat, hogy kiszabadítsák, mivel az autóból lángok csaptak fel, és féltek a robbanástól. David Purley szemtanúja volt a balesetnek, azonnal megállt. A versenyző látta, ahogyan Williamson kétségbeesetten próbálkozik a biztonsági övének kikapcsolásával. Átszaladt az út másik oldalára egy tűzoltó készülékért, majd kétségbeesetten próbálta visszafordítani a tetejére fordult autót, mindhiába. Egy pályaőr megpróbálta megakadályozni további próbálkozásait, mondván, hogy veszélyes. Purley erre ököllel arcon ütötte. „Együtt sikerülni fog” – kiáltott Purley, de senki nem volt hajlandó segíteni. Amikor a nézőktől kért segítséget, kutyákat vetettek be, hogy megakadályozzák. Később már csak a versenyző elszenesedett holttestét tudták kiemelni az autó roncsaiból.

### François Cevert
Még ugyanebben az idényben, az 1973-as évadzáró Watkins Glen-i edzésen François Cevert is az életét vesztette. Az utolsó edzésnapon valamivel kevesebb, mint fél órával kiment a boxba és a légterelők beállítását megváltoztatta, reménykedve abban, hogy így sikerülni fog pole-pozíciós időt autóznia. A pálya egyik szakaszán, ahol egy jobb-bal-jobbos kanyarkombináció található, Cevert autója kisodródott, és a jobb oldali szalagkorlátnak csapódott, majd többször átpördült, mielőtt a pálya másik oldalán elhelyezett védőkorlátnak csapódáskor darabjaira tört. Csapattársát és barátját, Stewartot ez annyira megrázta, hogy 100. (utolsónak szánt) versenyén már el se indult, és visszavonult az F–1-től.

### Peter Revson
A következő idény sem maradt áldozat nélkül. Peter Revson, a Shadow versenyzőjének autója 1974. március 22-én, Dél-Afrikában, az edzésen az első kerékfelfüggesztés meghibásodása miatt irányíthatatlanná vált, és a szalagkorlátnak csapódva állt meg. Az amerikai versenyző halálos sérüléseket szenvedett.

### Helmuth Koinigg
Pár évvel később Jochen Rindt után egy másik osztrák versenyző, Helmuth Koinigg is az életét vesztette versenybalesetben. Alig hogy elkezdődött volna pályafutása, Watkins Glenben, a kilencedik körben balesetet szenvedett. Azt követően, hogy autójáról leszakadt egy elem, az a levegőbe repült, és a rosszul rögzített szalagkorlátnak csapódott. Az autó olyan mértékben roncsolódott, hogy Koiniggnek esélye sem volt a túlélésre. A baleset ellenére csapattársa mégis szerencsésnek érezhette magát, mivel eredetileg ő versenyzett volna ezzel az autóval, azonban vitába keveredett a csapatfőnökével, John Surteesszel, így Koinigg állt rajthoz vele, ami a halálát okozta.

### Mark Donohue
A következő idényben, 1975-ben Zeltwegben Mark Donohue volt a következő a veszteséglistán. az amerikai versenyző egy teljes szezonra kapott lehetőséget, azonban az osztrák nagydíjon véget ért a pályafutása. A verseny edzésén balesetet szenvedett, de a csodával határos módon sértetlenül szállt ki a kocsiból. Két nappal később kiderült, hogy a baleset mégis súlyos volt: agyvérzésben hunyt el, amit egy vérrög okozott.

Ebben az évben Graham Hill és Tony Brise lezuhantak Hill magánrepülőgépével és meghaltak, ugyanez történt 1977-ben Carlos Pace-szel is.

### Tom Pryce
Az 1976-os évad halálos balesetektől mentes volt, ám 1977-ben Tom Pryce-szal megtörtént a Formula–1 legszerencsétlenebb balesete. Dél-Afrikában Renzo Zorzi a pálya bal oldalára parkolta le autóját, miután abból a benzinvezeték leszakadását követően lángok csaptak fel. Az egyik pályaőr, Jansen van Vuuren egy tűzoltó készülékkel a segítségére sietett, és keresztben átszaladt a pályán. Éppen akkor érkezett meg Pryce a célegyenesbe, 270 kilométeres óránkénti sebességgel. Az ütközés már elkerülhetetlen volt. A pályaőr azonnal életét vesztette, a tűzoltó készülék eltalálta Prycet, ami a versenyző halálát okozta. Mire az autó Jacques Laffite-nak ütközve megállt, már halott volt. Lafitte könnyebb sérülésekkel úszta meg a szerencsétlenséget.

### Ronnie Peterson
Az 1978-as évadban Ronnie Petersonnak esélye lett volna megszerezni a vb-címet, és csupán csapattársával, Mario Andrettivel viaskodott, Monzában mégis utolérte a halál. Egy rajtbaleset nyomán autója a védőkorlátnak csapódott és kigyulladt. Lábtöréssel szállították kórházba, és a szakszerűtlenül, késlekedve ellátott törés következtében kialakult zsírembólia miatt a következő napon életét vesztette. Sokan, köztük a versenyzők nagy része a fiatal Riccardo Patresét, a baleset egyik résztvevőjét vádolta Peterson haláláért, és bíróság elé is állították, de sikerült tisztáznia magát.

## 1980-as évek

### Patrick Depallier
A Formula–1 következő áldozatát majdnem két év után követelte, akkor Patrick Depailler volt rossz időben, rossz helyen. 1980. augusztus 1-jén Hockenheimban, a német nagydíjat megelőzően Depailler egy új titánfelfüggesztést tesztelt az Alfa Romeón. Lassítás nélkül érkezett meg az egyik balos kanyarba, kisodródott és a védőkorlátnak ütközött 260 kilométeres óránkénti sebességgel. A szalagkorlátot átszakítva az amögött elhelyezett, összetekert drótkerítésnek ütközött, amit a néhány héttel későbbi német nagydíjra készültek elhelyezni. A helyszínen életét vesztette. A baleset okát sokáig találgatták, de feltételezhető, hogy többszörös emberi mulasztás történt. A versenyző halála újabb vitákat váltott ki, hogy nem az Alfa Romeo mérnökei felelősek-e a történtekért, akiknek a pálya viszonyaihoz nem megfelelően szerelt felfüggesztéseleme vezethetett a tragédiához.

### Gilles Villeneuve
Két évvel később, 1982-ben bekövetkezett, amire számítani lehetett, a turbófeltöltős autók is áldozatot követeltek. Gilles Villeneuve halála ugyan nem vezetett közvetlenül a turbómotorok betiltásához, de a kocsi alján lévő csőtoldatokat és szárnyakat megszüntették. A két héttel korábbi versenyen, Imolában, barátjával, Didier Pironival összeveszett, mivel a futam előtt megbeszélték, hogy a csapatutasítás szerint Pironi hagyja őt nyerni, ha az elején hátrányba kerül, de a francia az utolsó körben megelőzte. Kibékülni már soha nem tudtak.

A zolderi edzésen ferraris csapattársa, Pironi állt az első helyen, ezért Villeneuve megpróbált még nála is gyorsabb lenni. A célegyenes utáni első kanyarból kijövet a levezető körén lévő Jochen Mass mögött találta magát. Mass előbb balra, aztán jobbra húzódva próbálta elengedni Villeneuve-öt, aki már az első kitérő mozdulatra reagált, így pont nekiment a már jobbra húzódó németnek. Villeneuve Ferrarijának jobb első kereke a March bal hátsó kerekéhez ütközött, amelynek következtében a Ferrari egy hátraszaltó után orral a földnek csapódott. Eközben Villeneuve ülésével együtt kirepült az autóból, és életét már nem tudták megmenteni.

Fiának, Jacques Villeneuve-nek, sikerült az, ami neki nem, világbajnokságot nyernie, 1997-ben. Sokak szerint azonban fia tehetsége meg sem közelíti az övét. Sokan azt hiszik, hogy az ő emléke miatt volt hosszú ideig 27-es a Ferrari rajtszáma, de ez nem igaz, mivel akkoriban csak a címvédő csapat cserélt rajtszámot az új világbajnokkal. Mivel ez a Ferrarinak hosszú ideig nem sikerült, a rajtszám is maradt.

### Riccardo Paletti
Ugyancsak 1982-ben, Kanadában Pironi autója a rajtnál lefulladt, és felemelte a kezét, hogy figyelmeztesse mögötte álló társait. Az utolsó sorból rajtoló Riccardo Paletti azonban ennek ellenére belerohant az akadályba, százötven kilométeres óránkénti sebességgel. A második nagydíján rajtoló versenyző elvesztette az eszméletét, így nem tudta magát kiszabadítani az égő autóból. A mentést követően még két óráig küzdöttek az életéért, amelyet azonban már nem lehetett megmenteni.

## 1990-es évek
Az autók egyre biztonságosabbá váltak. Ennek ellenére Elio de Angelis, a Brabham–BMW tesztelése közben, 1986-ban a Paul Ricard pályán történt tragédiája után 8 évnek kellett eltelnie, hogy a Formula–1 ismét áldozatot követeljen.

### Ratzenberger és Senna

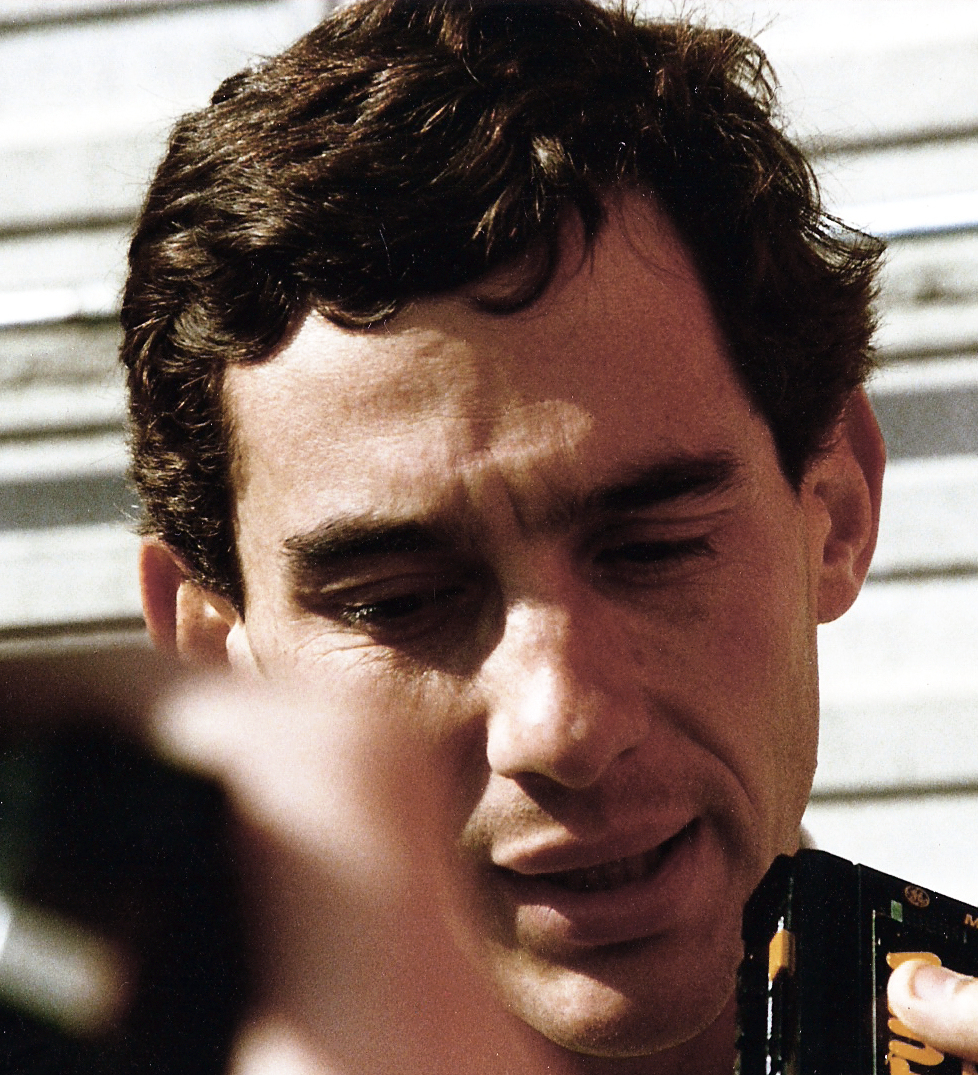
Ayrton Senna, akinek halála után gyökeres biztonsági változások történtek a Formula–1-ben

Az 1994-es imolai futam két halálos balesetet is hozott:
Először az időmérő edzésen az osztrák Roland Ratzenberger a 2. futamára készült volna.
Az osztrák versenyző az előző körében hibázott és lesodródott a pályáról. Szinte biztos, hogy ekkor sérült meg az első légterelő.
Úgy döntött hogy megkezd még egy gyors kört. A kör megkezdése után, a Villeneuve-kanyarhoz érkezve 315 km/órás sebességnél az első szárny nem bírta a terhelést és leszakadt. A Simtek ezután nyílegyenesen 300 km/óra körüli sebességgel a falnak csapódott. Roland nem mozdult, rögtön tudták, hogy nagy a baj.
A mentőcsapatok pillanatokon belül a helyszínre érkeztek, de már a sisak levételekor látták, hogy esélye sincs a túlélésre a pilótának, aki erősen vérzett az orrán, száján és a fülén keresztül is. Az osztrák versenyző azonnal belehalt a csigolya- és koponyaalapi törésbe. Ez nem történik meg, ha Ratzenberger nem hagyta volna figyelmen kívül az autó átvizsgálását.
A sportág hosszú ideig utolsó versenyzőáldozata Ayrton Senna volt. Ratzenberger balesete után Senna megfontolás tárgyává tette, hogy elinduljon-e a futamon, és folytassa-e versenyzői pályafutását. De aztán mégis rajthoz állt.
A 6. körben a versenyt vezető Senna a Tamburello-kanyart nem vette be, hanem egyenesen a betonfalnak ütközött. Egy pillanatra látni lehetett, ahogyan a sárga sisak félrebillen. Sokan fellélegeztek, hogy Ayrton még él, azonban többet már nem mozdult. Voltak, akik már ekkor a legrosszabbra számítottak, és ez csak fokozódott, amikor az elszállítás után vérnyomok voltak a kavicságyon.

Senna halálát a fejébe fúródó kerékfelfüggesztés okozta. Helikopterrel szállították kórházba, Bolognába, 18 óra 40 perckor halt meg. A baleset körülményei máig tisztázatlanok. Egyesek szerint technikai probléma adódott, mások szerint Senna hibázott. Sennának korábban gondjai akadtak a kormánnyal, és egy hosszabb, de kisebb átmérőjű kormányművet kért a versenyre. A vizsgálatok szerint a kormányoszlop eltört, de nem tudni, hogy ez a baleset előtt, vagy után történt.
Az imolai hétvége után számos új biztonsági előírást vezettek be a Formula–1-ben. A pályákat, köztük Imolát is átépítették, a nagy sebességű kanyarok helyett sikán szerű lassítókat és kibővített bukóteret alakítottak ki. Az autókon kötelező töréstesztet végezni, az újabb és újabb szabálymódosításokkal pedig igyekeznek csökkenteni az autók sebességét, és előtérbe hozni a versenyzői képességeket. Egy ausztrál és egy olasz pályabíró halála után a versenyek kiszolgáló személyzetének biztonságáért is lépéseket tettek, így a Formula–1 napjaink egyik legbiztonságosabb technikai sportja lett.

## A modern Formula–1
Senna halálát követően szerencsére hosszú ideig nem következett be halálos kimenetelű baleset, ugyanakkor több súlyos baleset is történt. 2009-ben a Forma–2 Brands Hatch-i futamán Henry Surtees szenvedett halálos balesetet, a magyar nagydíj időmérő edzésén pedig Felipe Massa szenvedett súlyos fejsérüléseket Rubens Barrichello autójáról leszakadt rugó miatt. Massa felépült balesete után, a 2010-es bahreini nagydíjon pedig visszatért a versenypályára. Ugyanakkor ezek a balesetek rávilágítottak arra, hogy a pilóták feje még mindig nagy veszélynek van kitéve, ezért folyamatosan napirenden van a zárt pilótafülkék esetleges bevezetése.
2012-ben a Marussia tesztpilótanője María de Villota szenvedett súlyos balesetet egy repülőtéren megrendezett egyenesfutású teszt során, amikor hibázott és a csapat kamionja leengedett platójának ütközött. Sérüléseiből felépült, de a jobb szemére megvakult, majd 2013 októberében szívinfarktusban elhunyt, a balesetének szövődményeként. 2019-ben a Forma–2-es belga nagydíj első betétfutamán Anthoine Hubert a 2.körben halálos balesetet szenvedett. Ayrton Senna 1994-es imolai halála óta ez volt az első alkalom, hogy egy verseny közben történt baleset azonnal egy versenyző életébe került. 2018-ban lett a Renault Sport-akadémia tagja, 2019-ben pedig teljes támogatást kapott a Formula–1-ben gyári csapatot indító vállalattól, az istálló egyik növendéke volt, az F1 felé tartott.

### Jules Bianchi

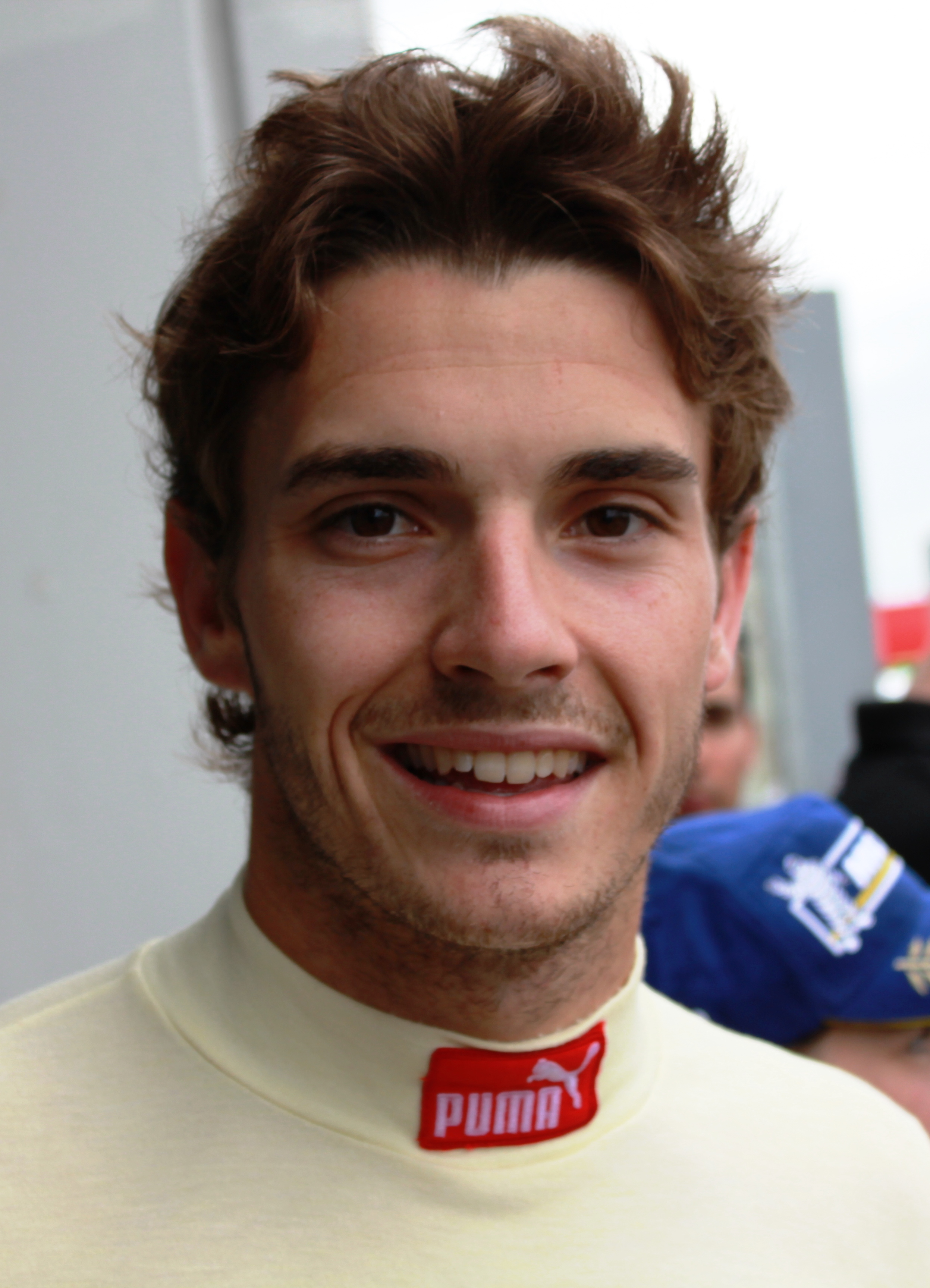
Jules Bianchi, a Formula–1 legutóbbi, és a "modern kori" Formula–1 első áldozata

A 2014-es japán nagydíj nem indult zökkenőmentesen. Az ország délkeleti partjai felé vészesen közeledett a Phanfun tájfun. Biztonsági okok miatt felmerült a futam kezdésének esetleges előrébb hozatala, ám ebből – részben azért hogy az európai nézőknek kedvezzenek – nem lett semmi, és a mezőny a biztonsági autó felvezetésével ugyan, de az előre meghatározott időpontban rajtolt el. Három kör megtétele után azonban a heves esőzés és a sok vízátfolyás miatt piros zászlóval megszakították a versenyt. Bő húsz perc elteltével a futam újraindult. Hét újabb biztonsági autó mögött eltelt kör után pedig a pilóták végre megkezdhették a versenyzést. A pálya ekkorra már az átmeneti esőgumikkal is teljesen alkalmas volt a versenyzésre. A futam hajrájában azonban elkezdett felerősödni az eső, és a látási viszonyok fokozatosan romlani kezdtek. A sauberes Adrian Sutil a 42. körben elvesztette az uralmát autója felett, és a Dunlop-kanyarban a gumifalnak csapódott. Sutil ugyan sértetlenül megúszta a balesetet, de egy körrel később a Marussiát vezető Jules Bianchi is ugyanott megcsúszott egy vízátfolyáson, majd nagy sebességgel nekicsúszott a Sutil autóját mentő darus kocsinak. Bianchi súlyos fejsérüléseket szenvedett. A versenyt piros zászlóval megszakították, a pilótát pedig a közeli Mie Egyetemi Kórház intenzív osztályára szállították, ahol azonnal megműtötték. Diffúz axonális agysérülést állapítottak meg nála, állapota súlyos, de stabil volt. Egy hónappal később hazaszállították a franciaországi szülővárosába, Nizzába. 285 napig volt kómában, szervezete 2015. július 17-én adta fel a küzdelmet. A Ferrari pilótanevelő programjának első tagja volt, kivételes tehetségnek mutatkozott, többen úgy vélték nagy jövő elé nézhetett volna, ha a sors nem ragadja el őt idő előtt. 20 év után, az 1994-es San Marinó-i nagydíj óta, ez volt az első futam, ahol egy pilóta Formula–1-es versenyhétvégén szenvedett halálos balesetet.

## Formula–1-es hétvégén meghalt versenyzők
| Versenyző               | Időpont              | Autó             | Nagydíj              | Esemény          | Forrás |
| ----------------------- | -------------------- | ---------------- | -------------------- | ---------------- | ------ |
| Onofre Marimón          | 1954. július 31.     | Maserati         | német nagydíj        | szabadedzés      | [ 4 ]  |
| Luigi Musso             | 1958. július 6.      | Ferrari          | francia nagydíj      | verseny          | [ 5 ]  |
| Peter Collins           | 1958. augusztus 3.   | Ferrari          | német nagydíj        | verseny          | [ 6 ]  |
| Stuart Lewis-Evans      | 1958. október 25.    | Vanwall          | marokkói nagydíj     | verseny          | [ 7 ]  |
| Chris Bristow           | 1960. június 19.     | Cooper-Climax    | belga nagydíj        | verseny          | [ 8 ]  |
| Alan Stacey             | 1960. június 19.     | Lotus-Climax     | belga nagydíj        | verseny          | [ 8 ]  |
| Wolfgang von Trips      | 1961. szeptember 10. | Ferrari          | olasz nagydíj        | verseny          | [ 9 ]  |
| Ricardo Rodríguez       | 1962. november 1.    | Ferrari          | mexikói nagydíj      | szabadedzés      | [ 10 ] |
| Carel Godin de Beaufort | 1964. augusztus 2.   | Porsche          | német nagydíj        | szabadedzés      | [ 11 ] |
| John Taylor             | 1966. augusztus 8.   | Brabham-BRM      | német nagydíj        | verseny          | [ 12 ] |
| Lorenzo Bandini         | 1967. május 10.      | Ferrari          | monacói nagydíj      | verseny          | [ 13 ] |
| Jo Schlesser            | 1968. július 7.      | Honda            | francia nagydíj      | verseny          | [ 14 ] |
| Gerhard Mitter          | 1969. augusztus 1.   | BMW (F2)         | német nagydíj        | szabadedzés      | [ 12 ] |
| Piers Courage           | 1970. június 21.     | De Tomaso-Ford   | holland nagydíj      | verseny          | [ 15 ] |
| Jochen Rindt            | 1970. szeptember 5.  | Lotus-Ford       | olasz nagydíj        | szabadedzés      | [ 16 ] |
| Joseph Siffert          | 1971. október 24.    | BRM              | Brands Hatch         | verseny          | [ 12 ] |
| Roger Williamson        | 1973. július 29.     | March-Ford       | holland nagydíj      | verseny          | [ 17 ] |
| François Cevert         | 1973. október 6.     | Tyrrell-Ford     | amerikai nagydíj     | szabadedzés      | [ 18 ] |
| Helmuth Koinigg         | 1974. október 6.     | Surtees-Ford     | amerikai nagydíj     | verseny          | [ 19 ] |
| Mark Donohue            | 1975. augusztus 19.  | March-Ford       | osztrák nagydíj      | bemelegítő edzés | [ 12 ] |
| Tom Pryce               | 1977. március 5.     | Shadow-Ford      | dél-afrikai nagydíj  | verseny          | [ 20 ] |
| Ronnie Peterson         | 1978. szeptember 11. | Lotus-Ford       | olasz nagydíj        | verseny          | [ 21 ] |
| Gilles Villeneuve       | 1982. május 8.       | Ferrari          | belga nagydíj        | szabadedzés      | [ 22 ] |
| Riccardo Paletti        | 1982. június 13.     | Osella-Ford      | kanadai nagydíj      | verseny          | [ 12 ] |
| Roland Ratzenberger     | 1994. április 30.    | Simtek-Ford      | San Marinó-i nagydíj | időmérő edzés    | [ 23 ] |
| Ayrton Senna            | 1994. május 1.       | Williams-Renault | San Marinó-i nagydíj | verseny          | [ 24 ] |
| Jules Bianchi           | 2015. július 17.     | Marussia-Ferrari | japán nagydíj        | verseny          | [ 25 ] |

## Formula–1-es teszten meghalt versenyzők
| Versenyző           | Időpont              | Autó                                   | Helyszín     | Forrás |
| ------------------- | -------------------- | -------------------------------------- | ------------ | ------ |
| Charles de Tornaco  | 1953. szeptember 18. | Ferrari                                | Modena       | [ 26 ] |
| Eugenio Castellotti | 1957. március 14.    | Ferrari                                | Modena       | [ 27 ] |
| Giulio Cabianca     | 1961. június 15.     | Cooper (Scuderia Castellotti)          | Modena       | [ 28 ] |
| Bob Anderson        | 1967. augusztus 14.  | Brabham-Climax (DW Racing Enterprises) | Silverstone  | [ 26 ] |
| Peter Revson        | 1974. március 22.    | Shadow-Ford                            | Kyalami      | [ 29 ] |
| Patrick Depailler   | 1980. augusztus 1.   | Alfa Romeo                             | Hockenheim   | [ 30 ] |
| Elio de Angelis     | 1986. május 15.      | Brabham-BMW                            | Le Castellet | [ 31 ] |

## Versenypályák szerint

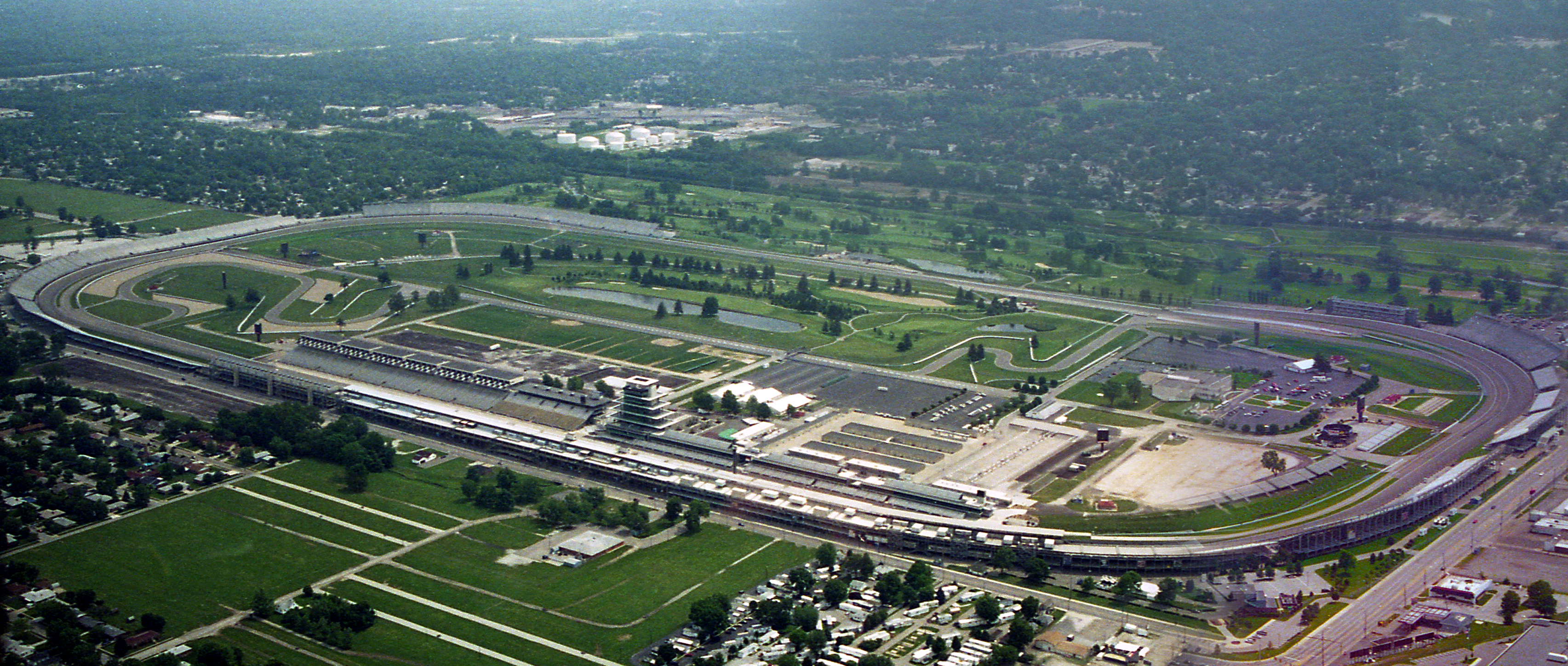
Az indianapolisi pályán haltak meg eddig legtöbbször, 8 alkalommal, a Formula–1-ben

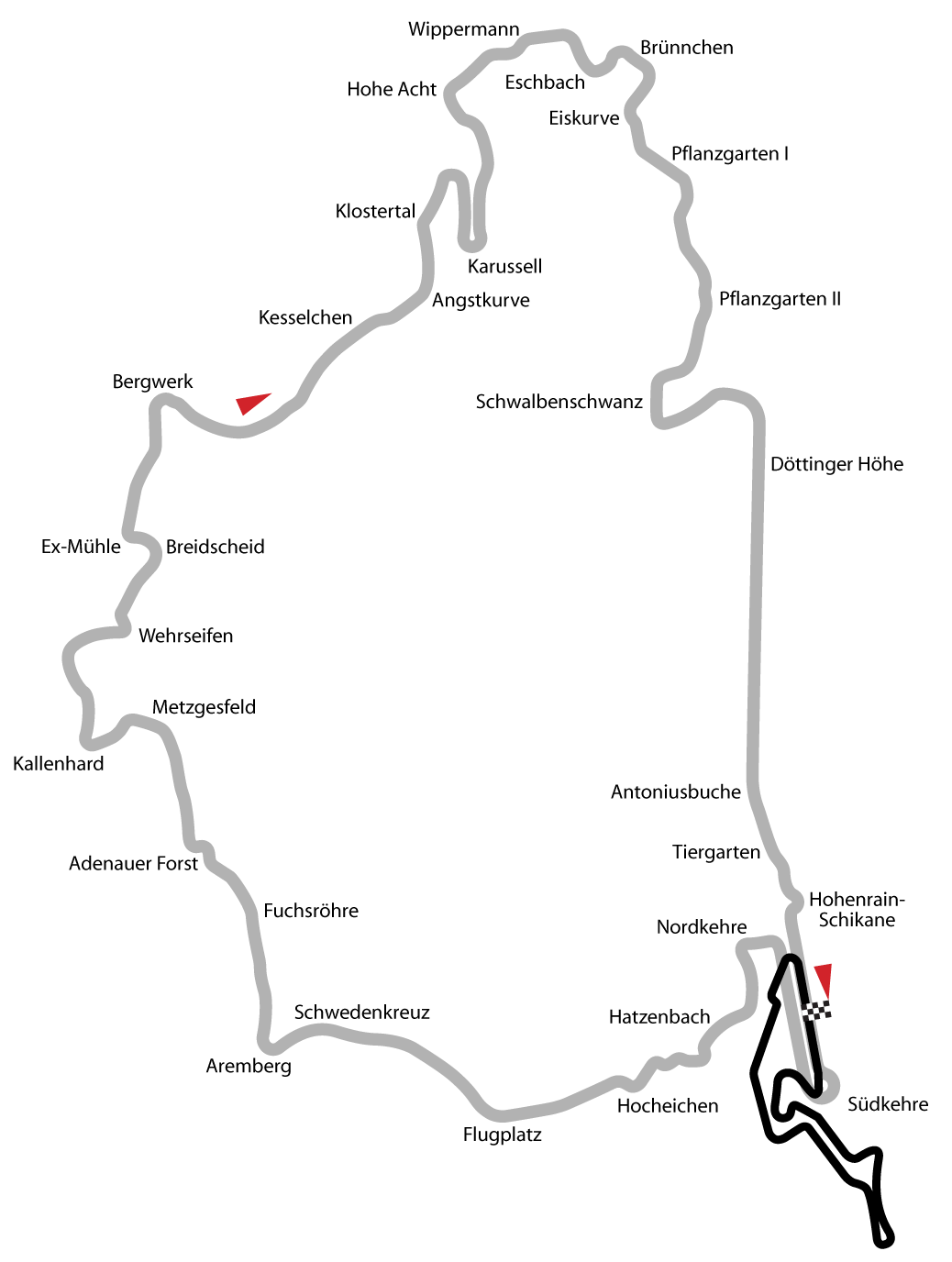
Öt Formula–1-es versenyző vesztette életét a régi Nürburgringen

| Száma | Pálya                         | Halálos baleset száma | Halálos baleset száma | Halálos baleset száma |
| Száma | Pálya                         | Összesen              | Első                  | Utolsó                |
| ----- | ----------------------------- | --------------------- | --------------------- | --------------------- |
| 1     | Indianapolis Motor Speedway   | 8                     | 1953                  | 1959                  |
| 2     | Nürburgring                   | 5                     | 1954                  | 1969                  |
| 3     | Modena Autodrome              | 3                     | 1953                  | 1961                  |
| 3     | Autodromo Nazionale di Monza  | 3                     | 1961                  | 1978                  |
| 5     | Circuit de Spa-Francorchamps  | 2                     | 1960                  | 1960                  |
| 5     | Silverstone Circuit           | 2                     | 1960                  | 1967                  |
| 5     | Circuit Zandvoort             | 2                     | 1970                  | 1973                  |
| 5     | Watkins Glen International    | 2                     | 1973                  | 1974                  |
| 5     | Kyalami                       | 2                     | 1974                  | 1977                  |
| 5     | Autodromo Enzo e Dino Ferrari | 2                     | 1994                  | 1994                  |
| 11    | Reims-Gueux                   | 1                     | 1958                  | 1958                  |
| 11    | Ain-Diab Circuit              | 1                     | 1958                  | 1958                  |
| 11    | Circuit Charade               | 1                     | 1959                  | 1959                  |
| 11    | Autódromo Hermanos Rodríguez  | 1                     | 1962                  | 1962                  |
| 11    | Circuit de Monaco             | 1                     | 1967                  | 1967                  |
| 11    | Rouen-Les-Essarts             | 1                     | 1968                  | 1968                  |
| 11    | Brands Hatch                  | 1                     | 1971                  | 1971                  |
| 11    | Österreichring                | 1                     | 1975                  | 1975                  |
| 11    | Hockenheimring                | 1                     | 1980                  | 1980                  |
| 11    | Zolder                        | 1                     | 1982                  | 1982                  |
| 11    | Circuit Gilles Villeneuve     | 1                     | 1982                  | 1982                  |
| 11    | Circuit Paul Ricard           | 1                     | 1986                  | 1986                  |
| 11    | Suzuka Circuit                | 1                     | 2014                  | 2014                  |